# Rzepień włoski
Rzepień włoski, rzepień brzegowy (Xanthium orientale L.) – gatunek rośliny z rodziny astrowatych. Pierwotny zasięg obejmuje strefy umiarkowane Ameryki Północnej i Południowej od Alaski i Kanady po Chile i Argentynę (w strefie tropikalnej tylko jako introdukowany lub na obszarach górskich). Poza tym rośnie zawleczony i zadomowiony w strefach umiarkowanych Europy, Azji i Afryki. Do Europy trafił w latach 20. XIX wieku, na ziemiach polskich obecny od połowy XIX wieku. W polskiej florze jest antropofitem zadomowionym i rozpowszechnionym, zwłaszcza na niżu w dorzeczu Odry i Wisły. W niektórych ujęciach systematycznych takson nie jest wyróżniany, a rośliny te włączane są do szeroko ujmowanego gatunku – rzepień pospolity Xanthium strumarium.

## Morfologia

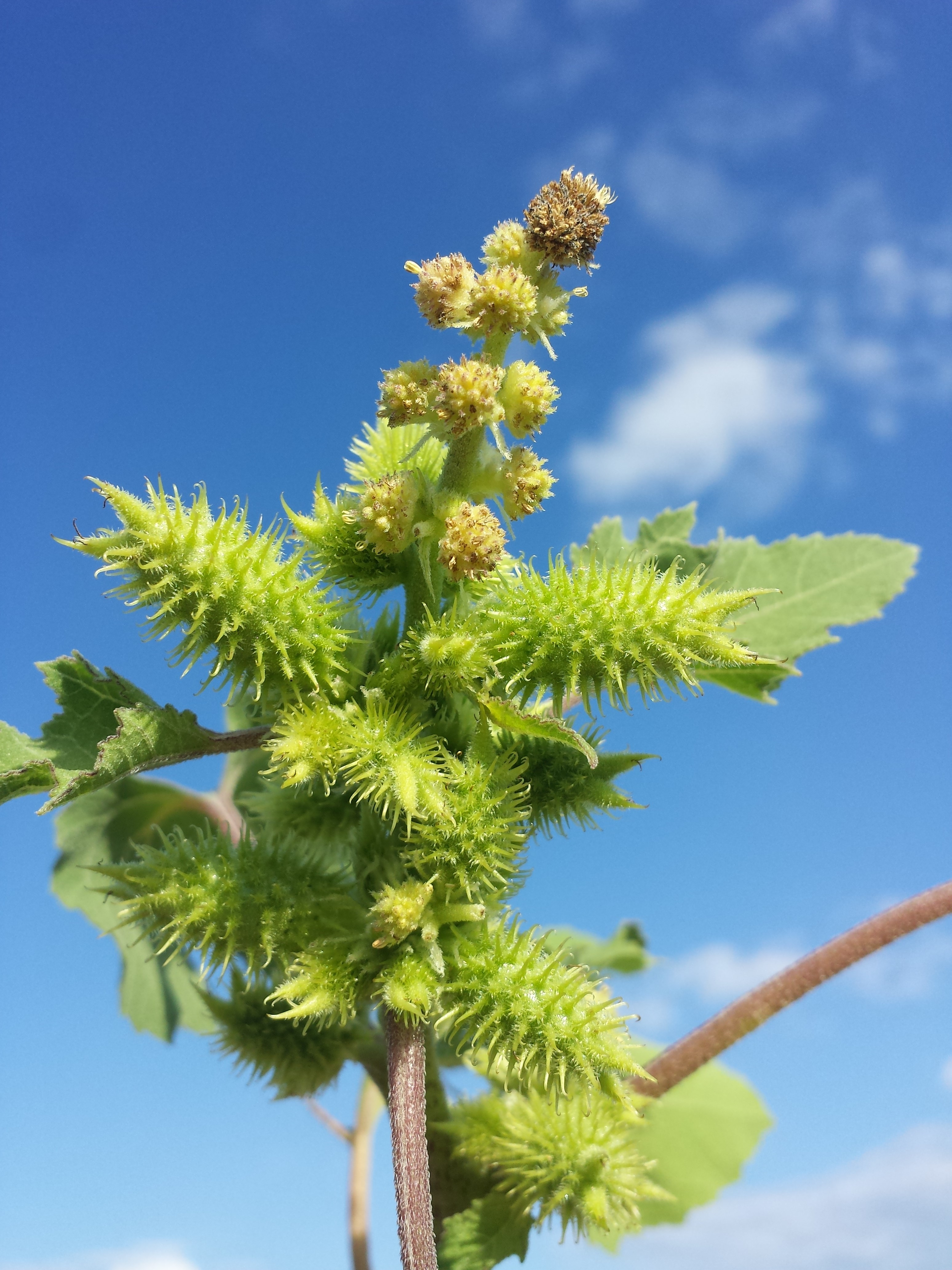
Kwiatostan

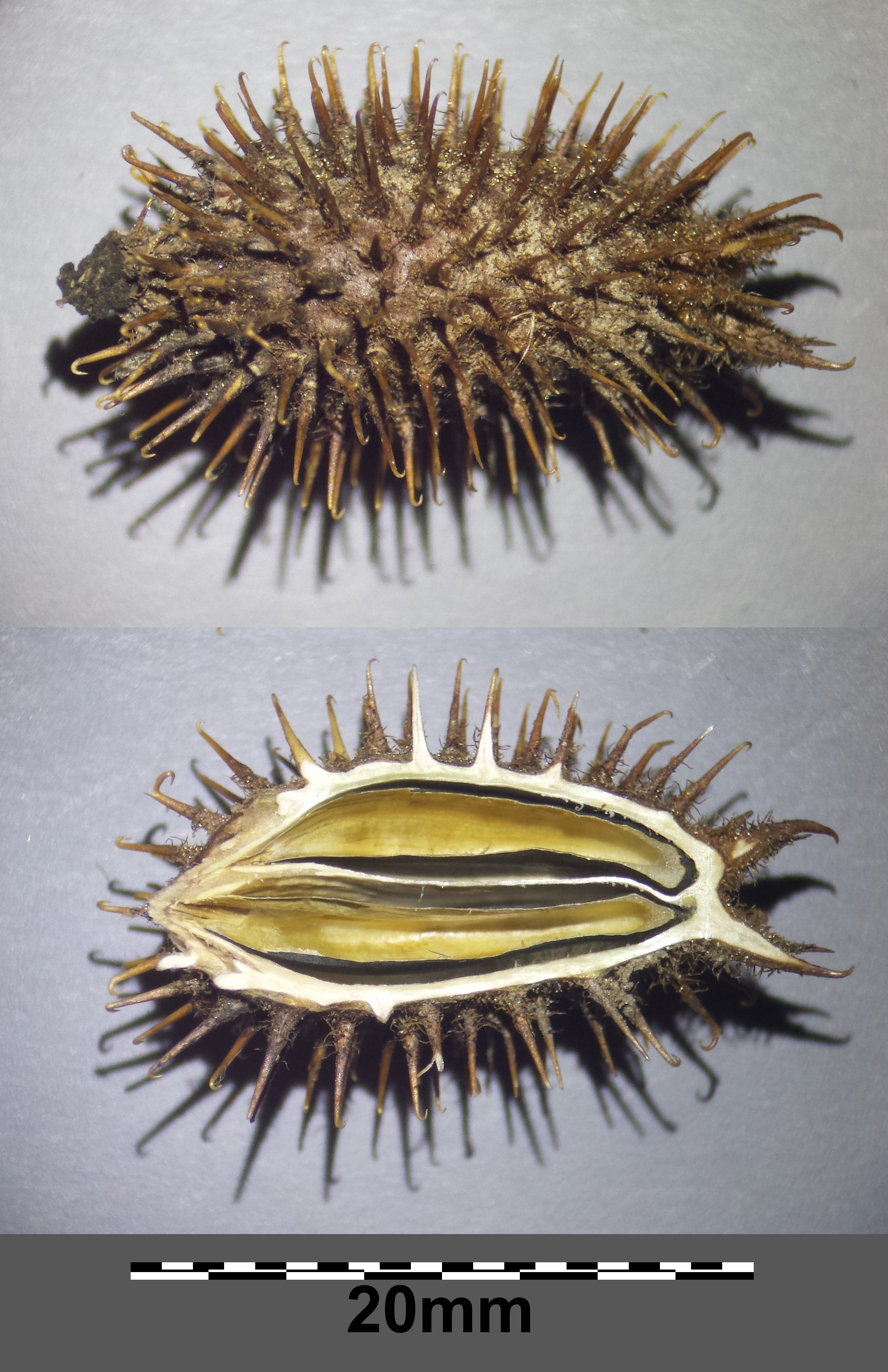
Owoce subsp. albinum

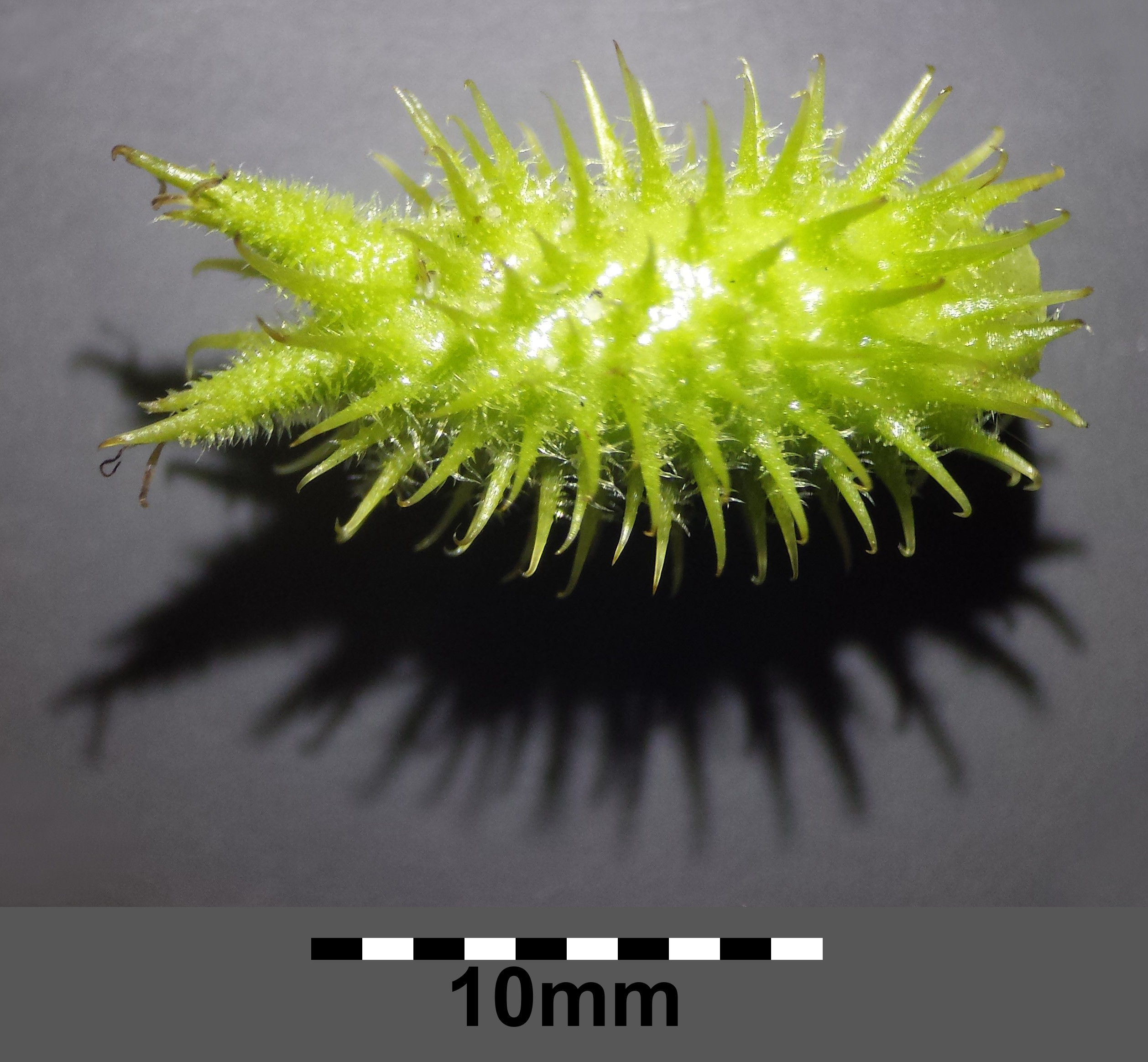
Owoce subsp. riparium

ŁodygaWzniesiona, rozgałęziona, kanciasta, szorstko owłosiona i często czerwono, fioletowo lub brązowo nabiegła, kreskowana lub plamista. Osiąga od kilkunastu cm do ponad 1 m wysokości.
LiścieSkrętoległe, długoogonkowe. Blaszki w zarysie jajowate lub rombowate, dłuższe niż szerokie, czasem trójklapowe, na brzegach podwójnie, nierówno piłkowane. U nasady klinowate i tylko na dolnych liściach ucięte lub słabo sercowate. Blaszki z obu stron są szorstkie z powodu krótkich, sztywnych włosków i brodawek.
KwiatyJednopłciowe, zebrane w koszyczki. Koszyczki z kwiatami męskimi są drobne i skupione na szczytach pędów. Koszyczki z kwiatami żeńskimi wyrastają pojedynczo lub po kilka w nasadach liści. W koszyczkach żeńskich znajdują się tylko po dwa kwiaty okryte elipsoidalną lub jajowatą okrywą osiągającą 1,5 do 2 cm długości i do 1 cm grubości (nie licząc pokrywających je cierni). Ciernie osiągają ok. połowy szerokości okrywy lub nieco więcej, są proste i tylko na szczycie haczykowato zagięte. Między cierniami okrywa pokryta jest sztywnymi włoskami i krótszymi od nich włoskami gruczołowatymi. Na szczycie kwiatostanu znajdują się dwa grubsze od innych cierni dzioby, powstające z plewinek. Są one owłosione z wyjątkiem części szczytowej, prosto wzniesione lub lekko odgięte na boki. Okrywy koszyczków mają żółtą barwę.
OwoceW czasie owocowania okrywy stają się żółtobrunatne, otaczają dwie, rzadziej jedną niełupkę.
Gatunek podobnyRzepień pospolity Xanthium strumarium różni się szarozieloną barwą koszyczków z kwiatami żeńskimi, na których ciernie są krótsze niż połowa grubości okrywy. Okrywy koszyczków u tego gatunku nie przekraczają 1,5 cm długości, włoski je okrywające są miękkie, a wieńczące je dzioby są zazwyczaj prosto wzniesione. Łodygi nie są czerwono nabiegłe, lecz zielone. Poza tym rośliny tego gatunku są bezwonne, podczas gdy rzepień włoski jest aromatyczny.

## Biologia i ekologia
Roślina jednoroczna. Kwitnie od lipca do października. Owoce rozprzestrzeniane są głównie zoochorycznie. Rośliny kiełkują w wysokiej temperaturze (ponad 25°C), której zwykle towarzyszy spadek poziomu wód i odsłanianie siedlisk zajmowanych przez te rośliny.
Na kontynentach amerykańskich rośnie na brzegach rzek i jezior. Na obszarach introdukcji także spotykany jest głównie na brzegach większych rzek, poza tym na wałach, w wyrobiskach i na siedliskach ruderalnych – przydrożach, wysypiskach, terenach kolejowych. Wymaga siedlisk żyznych. Najczęściej rośnie na piaskach rzecznych pokrytych mułem. W przypadku znaczącego spadku poziomu wód i susz rośliny tego gatunku obumierają.
Rośnie zwykle w towarzystwie innych gatunków jednorocznych, w tym zwłaszcza tworzących zespół roślinności Xanthio-Chenopodietum, dla którego jest gatunkiem charakterystycznym. Poza tym występuje w murawach zalewowych i zbiorowiskach roślinności ruderalnej.
Masowo rosnąc na brzegach rzek stanowi zagrożenie dla rodzimej flory siedlisk aluwialnych z powodu silnej konkurencyjności. 
Roślina trującaSzczególnie toksyczne są nasiona i rośliny w początkowej fazie wzrostu. Zawierają one m.in. ksantyninę, alkaloidy i glikozyd ksantostrumarynę. Trujące są dla bydła domowego, owiec, kur, a szczególnie dla młodych świń. Objawy występują szybko po spożyciu roślin w postaci: nudności, wymiotów, osłabienia akcji serca, spadku temperatury, czasem drgawek i w końcu śmierci.

## Zmienność i mieszaniec
Wyróżniane są trzy podgatunki (w niektórych ujęciach systematycznych odrębne gatunki) spośród roślin spotykanych w środkowej Europie:
- subsp. orientale (L.) Dostal (=X. macrocarpum DC.) – ciernie luźno rozmieszczone na okrywie (oddalone o 2–3 mm), od połowy swojej długości zaginające się; w Polsce sporadycznie obserwowany;
- subsp. albinum (=X. riparium Itz. et Hertsch. var. albinum Widder) – ciernie na okrywie gęste (oddalone o ok. 1 mm), tylko na wierzchołkach zagięte haczykowato; liście z nasadą uciętą lub sercowatą, tylko górne klinowate; w Polsce częsty;
- subsp. riparium (Čelak) Widder et Wagenitz (=X. riparium Itz. et Hertsch.) – ciernie niezbyt gęste, przynajmniej częściowo proste i niehaczykowate; liście z klinowatą nasadą; w Polsce częsty.

Gatunek ten krzyżuje się z rzepieniem pospolitym Xanthium strumarium.

## Znaczenie ekonomiczne
Gatunek mógł być uprawiany jako roślina lecznicza, podobnie jak inne rzepienie. 
W przypadku występowania na pastwiskach gatunek zmniejsza ich walory użytkowe – nie jest zgryzany przez zwierzęta, a może pokrywać duże powierzchnie.

## Zwalczanie
Eliminacja tego gatunku jest bardzo problematyczna ze względu na zajmowane przezeń siedliska nadrzeczne, z natury swej dynamiczne. W miejscach masowego występowania na łąkach i pastwiskach zalewowych, przynajmniej w krótkotrwałej ocenie efektów, skuteczne jest koszenie roślin przed zawiązaniem owoców. Na brzegach rzek rośliny te wyrywa się, zwłaszcza jeśli rosną na stanowiskach rzadkich gatunków rodzimych, jak np. nadbrzeżyca nadrzeczna Corrigiola litoralis.